# Галийка (Зеньковский район)
Галийка (укр. Галійка) — село,
Покровский сельский совет,
Зеньковский район,
Полтавская область,
Украина.
Население по переписи 2001 года составляло 54 человека.

## Географическое положение
Село Галийка находится на расстоянии в 1 км от села Покровское.
По селу протекает пересыхающий ручей с запрудой.

## История
В 1859 году во владельческом хуторе Галейка было 2 двора жителей 9 мужеского пола и 11 женского.